# 裸足のメイ
『裸足のメイ』（はだしのメイ）は福原ヒロ子による日本の漫画作品。『週刊セブンティーン』（集英社）に連載されていた。

## ストーリー
高校生のメイはある日あこがれの正美のサッカーを見ているときボールにぶつかり保健室に運ばれる。その帰りに転校生らしき女子生徒から「マーヤ」と知らない名で呼ばれる。その後、不良グループとけんかをしている転校生（美咲）と再会するが、またしても「マーヤ」と呼ばれる。美咲は「あなたがあまりにもあるひとに似ていたから」といって去っていく。夏休み、正美たちは部室でメイのノートを見つけ、その中の詩からメイはOBでサッカー部コーチの健介に恋をしているのだと勘違いしてしまう。気がついたメイはノートをとりに来るが、誤解を解くことはできなかった。その帰り道、健介と偶然会った直後、この前の不良グループに逆襲されて負傷した美咲を保護し、健介の兄の誠の病院に連れ込む。診察がてら誠は美咲に説教するが、これが二人の出会いとなる。
二学期の初日、他校の文芸部の部長を務める愛から校門で合同の読書会を持ちかけられる。実は愛は不良グループのリーダーという裏の顔をもっていたのだ。その日には美咲が正式に同じクラスに編入する。その後クラスでは高田と三島のレズビアンとしての疑惑が持ち出される。メイには理解できないが、美咲は「孤独が思いもかけない形で人間を結びつけることもある」という。そして校庭でメイに自分が友達を殺し、その友達にメイが生き写しであることを告げる。校医も兼任していた誠は美咲の過去も知っており、彼女のことを気にかけていた。メイは誠に美咲のことを相談するが、その帰り道二人は高田と三島が心中しているのを発見する。遺書には「たとえほかの人たちにどう思われようと愛していたんです」としたためられていた。人が死ぬのを初めて見たメイは悲しみのあまり帰りを送ってくれた健介の胸に抱かれるが、それを偶然見た正美はメイの健介への愛が本物だと思い、動揺する。
学校では高田と三島のことがなおも中傷されていた。怒った美咲は「不幸な二人が二人だけの世界をつくってますますみんなから隔離されのめりこんでいったんだ、孤独な人間には男も女も関係ない、そうやって離れられなくなった彼女らを理解しようとしないのか？」と言う。そんな彼女に寄り添う誠に美咲は温かみを感じた。一方メイは自分が好きなのは正美だと本人に告げる。その後決心した正美は縁談をけってメイと両思いになり、それを眺めていた美咲も誠のことをはっきりと意識することになる。また、その場で美咲はメイに1年前「マーヤ」という少女と愛し合い心中したが、自分だけは生き残ってしまったと真実を明かした。
そんな中、愛は次第に深まっていく誠と美咲の仲をよく思ってはいなかった。そこで彼女は美咲の前で誠に「美咲に近づいたのは彼女の心の傷を癒そうとする医者としての義務感からではないか」と言う。衝撃を受けた美咲は飛び出しトラックに轢かれそうになるが、誠に助けられる。その場で誠は美咲への愛を打ち明け、二人は結ばれる。それでも我慢のならない愛はメイを人質にとって美咲を虐待するが、誠と正美に助け出される。その後美咲は「マーヤ」との思い出に決着をつけるためメイとともに鳥取に向かい、「マーヤ」の死体と再会する。美咲は「マーヤ」が自分に別れを告げに来たのだと感じる。
一方、母の日記から自分の本当の親は近所の小料理屋の女将だと知っていた正美は、女将に手紙を送り過去を清算する。こうして物語は大団円へと向かう。

## 登場人物
薄田 メイ
高校1年生。文芸部員。貿易会社に勤める父と母との三人暮らし。サッカー部の正美に片思いしている。
美咲 加矢子
鳥取で松崎麻矢と心中するが死に切れず、その後1年は不良とけんかばかりしていた。そのため入学が遅れ1歳年下のメイのクラスに編入する。麻矢の生き写しであるメイに惹かれるが、最終的には十谷誠と結ばれる。母親は父とその後妻によって死に追いやられている。
城戸 正美
女子に人気のサッカー部員。許婚がいたが後にメイと両思いになる。小料理屋の女将が生活のために二度と会わないとの約束で今の両親に預けた子供。
十谷 誠
町医者。メイたちの学校の校医も勤める。貧しい人々を診るために飛び回っているため、医療費はかさみ博士号もとり損ねている。
十谷 健介
誠の弟。大学サッカーの花形で、母校であるメイの高校にコーチとしてやってくる。
松崎 麻矢
通称マーヤ。父は服役中で母は仕事に出ているため祖父母に育てられた。美咲と恋に落ちるが中傷に耐えかねて心中する。
高田・三島
メイと同じ学校のレズビアンのカップル。二人とも不幸な生まれ。関係が表ざたになるに及んで心中する。
明導寺 愛
十谷誠を捨てた婚約者の妹。他校の文芸部の部長。洋館の一人娘で芙蓉姫と呼ばれている。裏では不良グループを取り仕切っている。

## 書誌
集英社漫画文庫
裸足のメイ 1977年10月 ASIN B000J8VN0Y